# Oda Nobukatsu
Oda Nobukatsu (織田信雄, 1558-10 juin 1630) est un samouraï de l'époque Azuchi Momoyama, second fils d'Oda Nobunaga. Il survit au déclin du clan Oda de sa prééminence politique et devient un daimyo au début de l'époque d'Edo.

## Clan Kitabatake
En 1570, Nobukatsu devient héritier adoptif du clan Kitabatake et épouse une fille de Totomori, l'ancien seigneur de Kitabatake. Ce mariage entraîne une trêve forcée entre le clan Oda et le clan Kitabatake. En 1575, Nobukatsu devient officiellement le chef de famille. L'année suivante, il tue son beau-père et prend le contrôle du clan.

## Mort de Nobunaga
Lorsque Nobunaga et son héritier, Oda Nobutada, meurent dans l'incident du Honnō-ji en 1582, des problèmes apparaissent pour savoir qui succédera à la seigneurie du clan Oda. Bien que Nobukatsu, le frère cadet de Nobutaka, soit destiné à devenir le nouveau seigneur, les membres du clan choisissent le fils de Nobutada, Oda Hidenobu, alors âgé de deux ans. On dit que l'avis de Toyotomi Hideyoshi a été très influent pour cette décision. Nobukatsu change alors son nom de famille et redevient Oda.

## Déclin de Nobukatsu
Pendant les années chaotiques qui suivent, Nobukatsu se joint à Hideyoshi pour détruire Nobutaka. Cependant, leur relation s'envenime et Nobukatsu s'allie avec Tokugawa Ieyasu pour combattre Hideyoshi à la bataille de Komaki et Nagakute en 1584. Après plus d'une demi-année de batailles, Hideyoshi persuade Nobukatsu de faire la paix en lui offrant la sécurité de la domination. Nobukatsu accepte cette offre et devient de fait vassal de Hideyoshi. Plus tard, quand il sert au siège d'Odawara (1590), il refuse d'accepter l'ordre de Hideyoshi de changer sa domination et non seulement perd son domaine d'origine mais est également contraint de devenir moine sous la supervision de certains obligés de Totomi. Quelques années plus tard, la colère de Hideyoshi apaisée, Nobukatsu regagne un peu de terrain pour exercer son pouvoir.
Il devient gardien de Toyotomi Hideyori après la mort de Hideyoshi. Cependant, il trahit le clan Toyotomi au siège d'Osaka et se rend à Tokugawa Ieyasu. En conséquence, il est autorisé à rester daimyo par le shogunat Tokugawa. Bien qu'il soit souvent décrit comme un général incompétent, il réussit à survivre à une série de bouleversements. Après l'établissement du shogunat Tokugawa, il devient le maître du domaine d'Uda-Matsuyama dans la province de Yamato (moderne préfecture de Nara) et y vit confortablement le reste de sa vie.

## Famille
- Père : Oda Nobunaga (1536-1582)
- Père adoptif : Kitabatake Tomonori
- Frères :
  - Oda Nobutada (1557-1582)
  - Oda Nobutaka (1558-1583)
  - Hashiba Hidekatsu (1567-1585)
  - Oda Katsunaga (1568-1582)
  - Oda Nobunhide (fils de Nobunaga) (1571-1597)
  - Oda Nobutaka (2) (1576-1602)
  - Oda Nobuyoshi (1573-1615)
  - Oda Nobusada (1574-1624)
  - Oda Nobuyoshi (décédé en 1609)
  - Oda Nagatsugu (décédé en 1600)
  - Oda Nobumasa (1554-1647)
- Sœurs :
  - Toku-hime (1559-1636)
  - Fuyuhime (1561-1641)
  - Hideko (décédée en 1632)
  - Eihime (1574-1623)
  - Hōonin
  - Sannomarudono (décédée en 1603)
  - Tsuruhime

## Source de la traduction
- (en) Cet article est partiellement ou en totalité issu de l’article de Wikipédia en anglais intitulé « Oda Nobukatsu » (voir la liste des auteurs).